# Planet Dune
Planet Dune ist ein US-amerikanischer Science-Fiction-Mockbuster von Tammy Klein und Glenn Campbell. Die Haupthandlung des am 24. September 2021 erschienenen Films spielt auf dem aus Frank Herberts Dune-Zyklen bekannten Wüstenplaneten. In Deutschland kam er am 29. Oktober 2021 in den Handel.

## Handlung
Pilotin Astrid Young wird aufgrund von wiederholter Befehlsverweigerung, zuletzt wegen der unautorisierten Rettung eines verunglückten Kosmonauten, von ihrer Vorgesetzten Chase zu einem Rettungsteam strafversetzt. Ihre neue Crew besteht aus Ex-Sträflingen: der Navigatorin Ronnie, der Mechatronikerin Rebecca und dem Schlepper Brad. Ihre erste gemeinsame Mission bringt sie zum Wüstenplanet Dune, auf dem sie ein Forschungsteam samt Raumschiff bergen sollen.
Auf dem Flug kommt es zu ersten Reibereien zwischen Astrid und Rebecca. Kurz nach der erfolgreichen Landung auf Dune findet Rebecca bei Astrid einen Flachmann im Gepäck. Daher vermutet die Crew, dass ihre vorherigen Unfälle aufgrund von Alkoholeinfluss passiert sind. Auch während ihres Fluges kamen sie nur mit Glück durch einen Meteoritenhagel. Astrid beteuert, dass das nicht stimmt und es sich um ein Familienerbstück handelt.
Nach kurzer Zeit stoßen sie auf das Raumschiff des Forschungsteams, das scheinbar verlassen ist. Plötzlich werden sie von einem gigantischen Wurm attackiert und schaffen es gerade noch so, sich in eine Höhle zu retten. Dort finden sie Harley, einen vom Forschungsteam, schwer verletzt vor. Zurück am Höhleneingang, trennen sie sich in dem Glauben, der Wurm könne nicht alle verfolgen. Astrid beschließt, den Wurm anzulocken und sich Richtung Forschungsschiff zu begeben, Brad bleibt beim Verletzten in der Höhle und Ronnie und Rebecca gehen zurück zum eigenen Schiff, um es startklar zu machen.
Nachdem Astrid den Wurm abschütteln konnte, stößt sie bei den Felsen auf Marilyn, ebenfalls vom Forschungsteam. Diese sagt, dass es vier Würmer gibt, die sich vom Eisen im Sandboden und dem im menschlichen Blut enthaltenen, eisenhaltigen Hämoglobin ernähren. Ronnie und Rebecca sind dabei, das Schiff zu reparieren, als Rebecca behauptet, sie würde 100 Millionen Dollar erhalten, wenn sie das Schiff einer Organisation bringt. Mit Aussicht auf 1/5 der Gage fragt sie daher Ronnie, ob diese sich daran beteiligen möchte. Diese stimmt nur zu, wenn alle Menschen gerettet werden würden. Kurz darauf trennen sich die Frauen und werden wenig später von Würmern angegriffen. Beide Frauen können ihren Widersacher allerdings töten.
Brad und Harley haben das Schiff ebenfalls erreicht, kommen aber nicht rechtzeitig, um zu verhindern, dass Rebecca von einem dritten Wurm gefressen wird. Kurz bevor es auch Ronnie erwischt, tötet Brad ihn. Derweil sprengen Astrid und Marilyn das Forschungsschiff in die Luft, in der Hoffnung, den vierten Wurm, das Muttertier, zu töten. Der Plan misslingt und nur das Auftauchen von Chase in einem Kampfschiff kann die Gruppe retten und führt zum Tod des Wurms. Im Schiff erhält Astrid die erfreuliche Nachricht, dass es sich bei dem Kosmonauten, den sie einst rettete, um eine wichtige Persönlichkeit handelt und sie daher rehabilitiert wird. Sie fragt Ronnie und Brad, ob sie sich ihr anschließen wollen. Beide stimmen zu.

## Produktion
Der von Atomic Blonde Entertainment gedrehte Film Planet Dune wurde von der Produktionsfirma The Asylum vertrieben, die für Mockbuster großer Hollywood-Produktionen bekannt ist. Mit dem Film, dessen Handlung ansonsten keinen weiteren Bezug zu Frank Herberts Romanvorlage hat, versucht The Asylum an der Erfolgswelle von Denis Villeneuves Dune zu partizipieren, mit dem Planet Dune in den USA zeitgleich veröffentlicht wurde.

## Rezeption
„Billiger Science-Fiction-Horrorfilm, der seine Monster und andere Motive unverhohlen aus der „Dune“-Romanreihe und den Verfilmungen geklaut hat und eine simple Abfolge von Mensch-gegen-Würmer-Gefechten bietet. Trotz vergleichsweise soliden Schauwerten ist der Film langatmig und entwickelt kaum Trash-Charme.“

Planet Dune wurde von Kritikern überwiegend negativ aufgenommen. So erreichte er auf IMDb in über 760 Userkritiken 2,4 von 10 Punkten. Nach Daniel Fabien auf Filmstarts: „… dürften die meisten „Dune“-Fans keine allzu große Freude daran haben – und am Ende wohl eher kopfschüttelnd vor dem Fernseher sitzen.“ Auf dem Filmportal Moviepilot haben elf Nutzer diesen Film mit 2,2 von 10 Punkten als „Ärgerlich“ bewertet. Im Audience Score, der Zuschauerwertung auf Rotten Tomatoes kommt der Film bei mehr als 50 Bewertungen auf eine Wertung von 50 %.

## Trivia
Schauspielerin Sean Young spielte bereits die Rolle der Chani in David Lynchs Dune-Verfilmung Der Wüstenplanet von 1984.